# Teratomyces zealandicus
Teratomyces zealandicus är en svampart som beskrevs av Thaxt. 1901. Teratomyces zealandicus ingår i släktet Teratomyces och familjen Laboulbeniaceae.   Inga underarter finns listade i Catalogue of Life.